# Малые Стрелки
Малые Стрелки (бел. Малыя Стралкі) — деревня в Городецком сельсовете Рогачёвского района Гомельской области Беларуси.

## География

### Расположение
В 27 км на юго-восток от районного центра и железнодорожной станции Рогачёв (на линии Могилёв — Жлобин), 105 км от Гомеля.

### Гидрография
На реке Ржавка (приток реки Днепр).

## Транспортная сеть
Транспортные связи по просёлочной, затем автомобильной дороге Рогачёв — Довск. Планировка состоит из 2 коротких прямолинейных, почти параллельных между собой улиц, близких к меридиональной ориентации. Застройка деревянная, усадебного типа.

## История
По письменным источникам известна с середины XVIII века, когда из деревни Стрелки выделилась деревня Малые Стрелки. После 1-го раздела Речи Посполитой (1772 год) в составе Российской империи. По ревизии 1816 года в Городецкой волости Рогачёвского уезда Могилёвской губернии. В 1858 году владение Ю. В. Малофеева. В 1879 году помещик владел здесь 129 десятинами земли, 2 мельницами, сукновальней и трактиром, действовали хлебозапасный магазин, 3 ветряные мельницы. В 1909 году 1374 десятины земли.
С 20 августа 1924 года до 14 апреля 1960 года центр Малострелковского сельсовета. В 1930 году жители вступили в колхоз. Во время Великой Отечественной войны 35 жителей погибли на фронте. Согласно переписи 1959 года в составе колхоза «Рассвет» (центр — деревня Городец).

## Население

### Численность
- 2004 год — 25 хозяйств, 57 жителей.

### Динамика
- 1816 год — 41 двор, 207 жителей.
- 1858 год — 239 жителей.
- 1909 год — 90 дворов, 731 житель.
- 1925 год — 125 дворов.
- 1959 год — 259 жителей (согласно переписи).
- 2004 год — 25 хозяйств, 57 жителей.